# Mazoza
Mazoza ist ein Dorf in der Landgemeinde Droum in Niger.

## Geographie
Das von einem traditionellen Ortsvorsteher (chef traditionnel) geleitete Dorf befindet sich rund 13 Kilometer nördlich des Hauptorts Droum der gleichnamigen Landgemeinde, die zum Departement Mirriah in der Region Zinder gehört. Zu den Siedlungen in der näheren Umgebung von Mazoza zählen Babarkia im Nordwesten, Malloumawa Djibril und Malloumawa Abdou im Nordosten, Garin Sarkin Foulani im Osten sowie Gogo im Südosten.
Es herrscht das Klima der Sahelzone vor, mit einer durchschnittlichen jährlichen Niederschlagsmenge zwischen 300 und 400 mm.

## Geschichte
Ende des 19. Jahrhunderts boten die Märkte von Mazoza und weiteren Dörfern in der Region dem in der Stadt Zinder ansässigen bedeutenden Händler Malan Yaroh jene Handwerksprodukte, Pelze, Tierhäute und Henna, die er für den Transsaharahandel benötigte. Die französische Kolonialverwaltung richtete Anfang des 20. Jahrhunderts einen Kanton in Mazoza ein. Dieser wurde 1923 aufgelöst und dem Kanton Droum angeschlossen. Bei einer Untersuchung im Jahr 1990 wurde beim Befall mit der Saugwürmer-Art Schistosoma haematobium unter den 10- bis 13-Jährigen im Ort eine Prävalenz von 13 Prozent festgestellt.

## Bevölkerung
Bei der Volkszählung 2012 hatte Mazoza 996 Einwohner, die in 168 Haushalten lebten. Bei der Volkszählung 2001 betrug die Einwohnerzahl 1624 in 287 Haushalten

## Wirtschaft und Infrastruktur
In Mazoza wird ein Wochenmarkt abgehalten. Der Markttag ist Freitag. Es gibt eine Schule im Dorf.